# Eduardo Brazão
Eduardo Joaquim Brazão (Lisboa, Castelo, 6 de Fevereiro de 1851 — Lisboa, 29 de Maio de 1925) foi um actor português.

## Biografia
Filho de Joaquim Brazão (Évora, Nossa Senhora da Graça do Divor, 9 de Janeiro de 1820 - ?) e de sua mulher (Lisboa, Castelo, 5 de Outubro de 1843) Maria José Franco (Cascais, Cascais, 24 de Abril de 1825 - ?). A sua irmã Júlia Emília Brazão (Lisboa, Santa Justa, 16 de Dezembro de 1864 - ?) casou com o seu enteado Manuel Maria Damasceno Rosado (Lisboa, Encarnação, 1867 - 1925), que se dizia ser filho do Rei D. Luís I de Portugal, com descendência. Casou em segundas núpcias com Maria José da Silva Reis, com a qual teve um único filho Eduardo Brazão (Lisboa, Coração de Jesus, 1907-1987), historiador e diplomata.
Aos 8 anos, já começava a ir ao Teatro D. Fernando, onde hoje é o Largo de Santa Justa, com a sua mãe e o seu pai. Jovem, entrou para a Companhia dos Guarda-Marinhas, mas logo a paixão pelo palco tornava-se mais forte, bem como a vontade de tornar-se actor.
Francisco Palha, ex-comissário régio do Teatro Nacional de D. Maria II, convida-o para fazer parte da futura Companhia do Teatro da Trindade.  Na première representou-se o drama de Ernesto Biester, A Mãe dos Pobres. Seguiram-se diversas peças: Pecadora e Mãe Barba Azul, Mocidade de Figaro, Alma Viva, Barbeiro de Sevilha, entre outras.
Após o D. Maria, Eduardo Brazão passou ao Gimnasio onde trabalhavam Cesar Polla, Joaquim de Almeida, Leopoldo Carvalho, Marcelino Franco, Maria da Dores, entre outros. Representou as peças High-Life e Enjeitados. Seguiram-se as peças Como se conhece o vilão, Pai Pródigo por Cesar Polla, Suzana, A Cristã, Leque da Duquesa e Não falta nem sobeja nada à minha mulher.
Foi iniciado na Maçonaria no Rio de Janeiro em 1870.
Em 1876, Eduardo Brazão foi convidado a ir a Pernambuco com Joaquim de Almeida, representar na Companhia da actriz brasileira Isménia dos Santos. Seguiu viagem para o Rio de Janeiro, onde trabalhou na empresa de José António do Vale.
Terminado o contrato da empresa Santos & Ca. no Teatro D.Maria II, Ernesto Biester, convidou em 1877 Eduardo Brazão para dar nome à nova empresa: Biester, Brazão e Ca., uma vez que o Governo exigia que na firma da nova empresa figurasse o nome de um artista.  Estreou-se a 14 de Março desse ano,com a peça D.Leonor de Bragança de Luís Campos.  Seguiram-se Varina de Fernando Caldeira, e Loucura ou Santidade.
Ficou célebre na época a sua interpretação de Kean, de Dumas. Representou ainda Oração dos naufragos, Angelo tirano de Pádua, Morgadinha dos Canaviais, Os Danicheff, Morta-Viva, Vida Infernal e o Amigo Fritz.
Em Junho de 1879, Eduardo Brazão foi convidado para ir representar no Brasil, em uma companhia de Pernambuco. Levou consigo o Kean, bem como Os Fidalgos da Casa Mourisca e a Morgadinha de Val'Flor.  Seguiram-se representações no Pará (Teatro da Paz) e no Maranhão.
A 16 de Agosto de 1880 foi aberto um concurso para exploração do Teatro Nacional de D. Maria II. Foi então criada a Sociedade de Artistas Dramáticos, composta por Eduardo Brazão, João Rosa, Augusto Rosa, Virgínia e Rosa Damasceno, com quem veio a casar
, Pinto de Campos, Emília dos Anjos, Emília Cândida e Joaquim de Almeida. Unidos, para fazerem face às pesadas exigência governamentais, conseguiram ganhar a exploração do teatro e a 30 de Outubro representou-se A Estrangeira de Dumas Filho.
Em Dezembro de 1881, a Sociedade acrescenta ao seu elenco a veterana Gertrudes Rita da Silva e Amélia da Silveira. Em 1882, com a pretensão do Governo abrir novo concurso, a Sociedade consegue continuar na exploração do teatro por mais seis anos. Contudo, a Sociedade veio a dissolver-se por desentendimentos internos e em 1893 constitui-se a firma Rosas & Brazão, que explorou o Teatro Nacional de 1893 a 1898. João e Augusto Rosa e Eduardo Brazão passam a ser os únicos sócios. Em 1898, a companhia deixa o Teatro Nacional para passar a explorar o Teatro D.Amélia. Desentendimentos internos levam a que Eduardo Brazão deixe o D.Amélia e se volte a apresentar em 1905 no Teatro Nacional onde permanecerá até 1910. É de destacar a sua representação, em 1906, da peça Alfonso de Albuquerque de Lopes de Mendonça. Veio ainda a representar no Teatro do Principe Real para voltar mais tarde a integrar novamente o elenco do Teatro D.Amélia. Diagnosticado com um cancro na laringe em 1917, do qual recuperou, Eduardo Brazão passou por vários palcos entre 1917 e 1923: Ginásio (1918-19); Avenida (1919); Teatro Nacional D.Maria II (1922); Teatro Apolo (1923). O afastamento dos palcos, por motivos de doença, levou à sua última representação no dia 20 de Novembro de 1924, no Teatro S.Carlos, na peça Manhã de Sol, dos irmãos Quintero, onde contracenou com Lucinda Simões.

## Carreira

### Companhias de Teatro[5]
- 1868 - Companhia do Teatro do Príncipe Real (Santos & Pinto Bastos):2 espectáculos.
- 1868 - Sociedade do Teatro da Trindade: 2 espectáculos.
- 1874 a 1875 - Santos & Pinto, 2 espectáculos.
- 1876 - Companhia do Teatro do Ginásio: 1 espectáculo.
- 1876 a 1877 - Biester, Brazão & C.ª: 6 espectáculos.
- 1879 - Meneses & Brazão: 2 espectáculos.
- 1882 a 1892 - Sociedade de Artistas Dramáticos Portugueses/ Brazão, Rosas & Cª: 17 espectáculos.
- 1891 a 1905 - Rosas & Brazão: 27 espectáculos.
- 1906 - Companhia Brazão: 1 espectáculo.
- 1906 a 1924 - Sociedade Artística (Companhia Residente do Teatro Nacional D. Maria II/ Almeida Garrett): 9 espectáculos.
- 1910 e 1913 - Companhia do Teatro República: 2 espectáculos.
- 1911 - Teatro da Natureza: 4 espectáculos.
- 1918 - Companhia Palmira Bastos: 1 espectáculo.
- 1920 - Companhia Alves da Cunha: 1 espectáculo.
- 1923 - Companhia José Ricardo: 2 espectáculos.
- 1932 - Companhia Rey Colaço-Robles Monteiro: 1 espectáculo.

### Espectáculos[5]
- 30/11/1867 - Mãe dos pobres
- 30/11/1867 - O xerez da viscondessa
- 1868 - A lâmpada maravilhosa (opereta)
- 1868 - As pupilas do Sr. Reitor
- 1868 - Os dois anjos
- 13/6/1868 - O Barba Azul
- 1871 - O fura-vidas
- 8/1/1874 - Elogio mútuo
- 1875- A filha da senhora Angot (opereta)
- 1875 - O abismo
- 1876 - A loucura e santidade
- 31/3/1876 - Os engeitados
- 1876 - O Pedreiro Livre
- 1877 - Kean
- 1877 - Oração dos náufragos
- 1877 - Uma família americana
- 14/3/1877 - Leonor de Bragança
- 4/12/1877 - O bobo
- 1879 - Cocq Hardy
- 2/1/1879 - O amigo Fritz
- 1882 - O grande industrial
- 23/11/1882 - Othello
- 1884 - Ruy Blas
- 19/3/1886 - O Duque de Viseu
- 18/1/1887 - Hamlet
- 1888 - Meter-se a redentor
- 3/10/1889 - Leonor Teles
- 1890 - O bibliotecário
- 12/3/1890 - D. Afonso VI
- 29/11/1890 - N'guvo
- 30/12/1890 - A morta
- 14/3/1891 - Alcácer Quibir
- 13/9/1891 - O íntimo
- 26/4/1892 - A madrugada
- 6/1892 - Amigo Fritz
- 6/10/1892 - O alfageme de Santarém
- 29/10/1892 - O segredo de confissão
- 13/12/1892 - A estrada de Damasco
- 19/12/1892 - Kean
- 1893 - O Monsenhor
- 11/3/1893 - Os velhos
- 18/1/1896 - A fera amansada
- 5/1897 - Mademoiselle de La Seiglière
- 1/5/1897 - O regente
- 11/12/1897 - A triste viuvinha
- 1898 - Manelich